# Orage de neige
Pour les articles homonymes, voir Orage (homonymie).
Un orage de neige est un type d'orage dont les précipitations tombent principalement sous forme de neige et qui se voit donc avec une température près ou sous le point de congélation en surface. C'est un phénomène relativement rare qui ne se distingue pas fondamentalement d'un orage en général, sauf pour le type de précipitations et l'extension verticale plus faible des nuages. Il se forme lorsqu'un mouvement vertical dans de l'air très instable forme des cumulonimbus. Cela peut se produire en altitude dans une tempête de neige à maturité ou lorsqu’une masse d'air arctique entre en contact avec une masse d'air beaucoup plus chaude et humide en surface. En général, l'activité électrique est de courte durée.

## Formation
Comme dans le cas des orages ordinaires, les orages de neige se forment dans une masse d'air très instable, lorsqu'il y a une réserve importante de chaleur et d'humidité à un bas niveau de la troposphère et une réserve d'air plus sec et froid en altitude. Une parcelle d'air plus chaude que l'environnement est moins dense dans cette situation et la poussée d'Archimède la pousse vers le haut pour la faire entrer en convection. L'accélération ascensionnelle se poursuit, jusqu'à ce que la parcelle arrive à un niveau où sa température égale celle de l'air environnant au niveau de la tropopause. Ensuite, elle se met à décélérer et le sommet du nuage est atteint quand la particule atteint une vitesse nulle. 

### Particularité de l'orage de neige

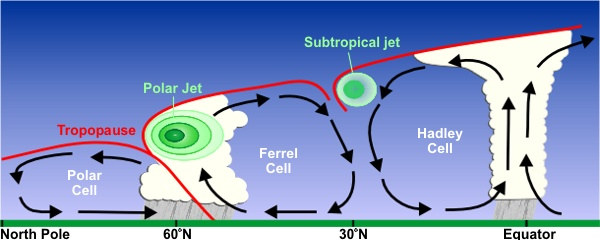
Descente de la tropopause vers les Pôles ce qui limite le sommet des nuages convectifs

Contrairement à un orage typique, la masse d'air soulevée dans un orage de neige est déjà sous le point de congélation. Les gouttes surfondues formées se transforment rapidement en cristaux de glace. Ces cristaux augmentent de masse par la suite grâce à la déposition de vapeur d'eau.
L'extension verticale du nuage d'un orage de neige est généralement limitée. En effet, la tropopause est très basse lorsque la température de surface est près ou sous le point de congélation dans une masse d'air venant des Pôles, parfois à moins de sept kilomètres du sol. De plus, des inversions de températures à plus bas niveau peuvent limiter encore plus la convection atmosphérique.
Comme dans un orage de saison chaude, les collisions entre les cristaux de glace lors de leur ascension arrachent des électrons à ces derniers, ce qui crée une différence de potentiel entre le haut et le bas du nuage. Lorsque la différence dépasse la tension de claquage de l'air, il y a production de foudre. L'un des aspects typiques d'un orage de neige est cependant que la chute de cette dernière engendre un amortissement physique du tonnerre. Ainsi, le tonnerre d'un orage de neige est généralement entendu dans un rayon de 3 à 5 kilomètres de l'éclair, contrairement à une distance beaucoup plus grande pour un orage typique. Aux États-Unis, 6,3 orages de neige sont recensés par année, avec un maximum enregistré en mars.

## Situations propices
Comme pour tout orage, les orages de neige se produisent avec deux types de cas : autour de dépressions synoptiques ou localement à cause d'effets particuliers. Dans le premier cas, ils pourront se produire tout le long de la trajectoire d'une tempête de neige alors que dans l'autre ils seront confinés à un très mince corridor.

### Orages synoptiques

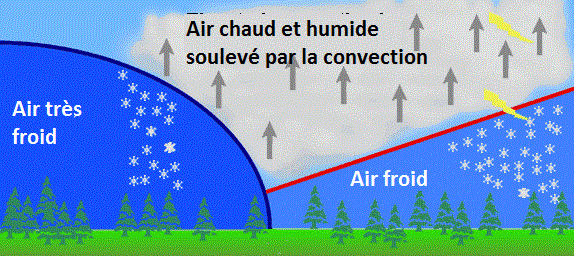
Schéma de formation d'un orage de neige dans une situation de front occlus

La majorité des orages de neige associés avec une dépression se retrouve dans la tête de virgule du quadrant nord-ouest d'une dépression presque à maturité, ainsi que dans la zone du front occlus et du trowal. À ces endroits, l'air doux et humide, associé habituellement avec le secteur chaud d'une dépression, se retrouve seulement en altitude grâce à un mouvement vertical à grande échelle. Le mouvement horizontal le long du front occlus, amène de l'air froid sous cet air chaud. Comme l'air doux est moins dense que l'air froid, la poussée d'Archimède propulse l'air doux encore plus en altitude,. Si l'épaisseur d'air instable est assez importante, les nuages formés pourront être des cumulonimbus et donner des orages. Le sommet de ces nuages pourra être assez élevé, de l'ordre de 7 à 8 kilomètres, car ils sont imbriqués dans un système dépressionnaire qui pourrait produire des orages de pluie dans sa partie sud. Un très bon exemple d'une telle situation est celle de la tempête Juan blanc dont les accumulations de neige ont été rehaussées grâce aux orages imbriqués. 

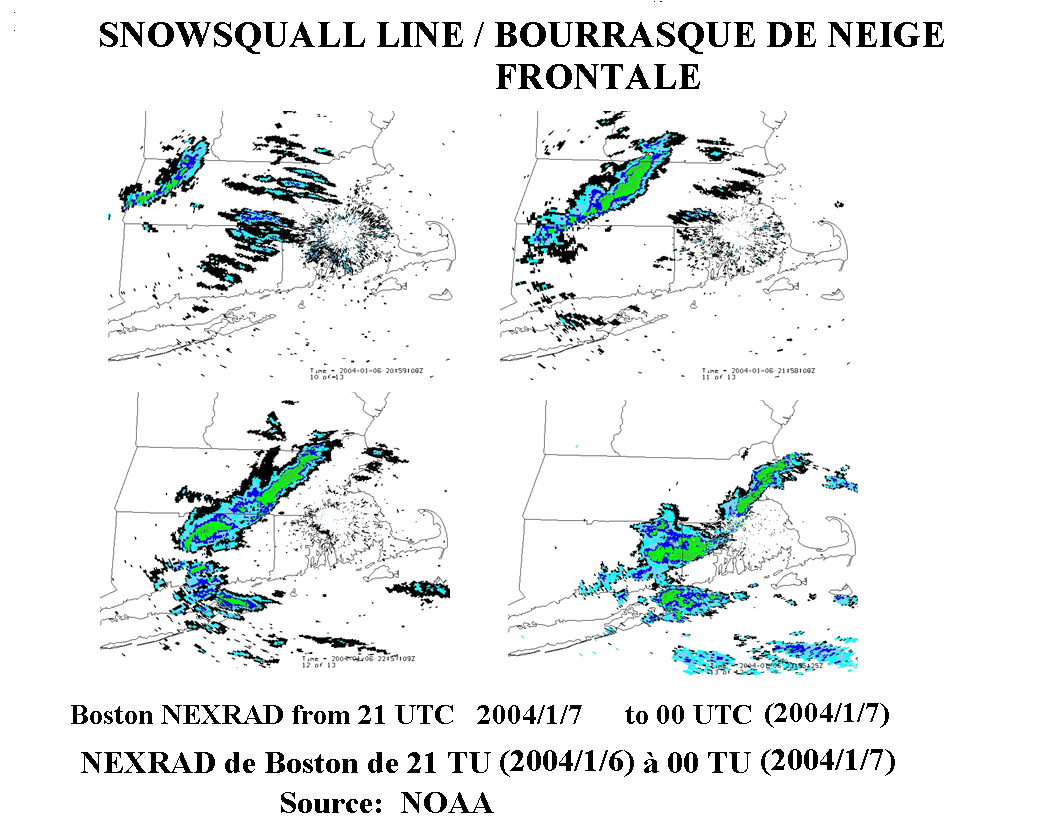
Suite d'images, de gauche à droite et de haut en bas, qui montrent le déplacement radar d'une ligne de grain de neige (bleu-vert) se dirigeant vers Boston en janvier 2004

Un autre secteur où des orages de neige peuvent se développer est le long du front froid. Comme pour les cas estivaux, l'instabilité dans le secteur chaud peut être déclenchée par le passage du front pour donner des lignes de grain. Cependant, la pluie est remplacée par de la neige. L'air est près ou sous le point de congélation dans le secteur chaud et donc la tropopause est très basse ce qui donne des cumulonimbus de très faible extension verticale avec beaucoup de cisaillement des vents avec l'altitude. Il s'agit d'un cas extrême de bourrasques de neige frontales qui passent généralement rapidement sans donner trop d'accumulations mais qui peuvent donner des rafales de vent importantes, plus de 90 km/h, et soulèveront la neige pour causer de la poudrerie et ainsi réduire la visibilité à nulle.
Dans le premier cas, le développement n'est pas relié au réchauffement diurne et est strictement le fait des mouvements dans la masse d'air autour de la dépression,. Dans le second cas, le réchauffement diurne peut aider en augmentant la température de surface et donc l'énergie potentielle de convection disponible (EPCD). Cependant, ils peuvent se produire aussi la nuit car la composante de soulèvement par le front est primordiale. 
Dans les deux cas, la prévision du phénomène est plus difficile qu'en été car les indices d'instabilité sont beaucoup plus faibles qu'en période estivale. De plus, la convection est soit en altitude ou bien dans une très mince couche au-dessus du sol. 

### Effets locaux

#### Bourrasques côtières

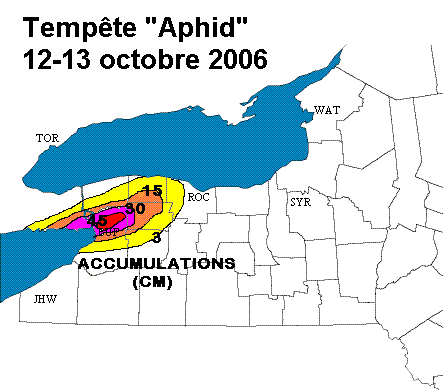
Accumulation en centimètres dans la région de Buffalo (New York)(BUF). Le total a été rehaussé par la présence d'orages imbriqués

Des averses intenses vont également se développer si un flux d'air arctique passe en aval de plans d'eau encore libres de glaces en hiver. Tant que la circulation vient de la même direction et que la glace ne recouvre pas le plan d'eau, les averses dureront et pourront laisser plusieurs dizaines de centimètres dans une bande très étroite de terrains. Si l'air en altitude est particulièrement froid, la convection sera plus intense et des orages pourront s'y imbriquer. Dans ce cas, la température au sol est autour du point de congélation alors qu'à 850 hPa (environ 1 300 mètres d'altitude) elle est de moins de −20 °C. La surface de l'eau est encore plus chaude que celle de la rive et elle fournit donc amplement d'humidité pour la formation de petits cumulonimbus (qui ne sont pas des cumulus congestus car ils sont constitués principalement de cristaux de glace).
En général, le sommet de ces nuages ne dépasse pas 3 à 4 kilomètres (15 000 pieds). Cependant, au début de la saison froide, la tropopause est plus élevée et dans certains cas des sommets de plus de 7 kilomètres ont été rapportés. Un bon exemple d'orages de neige imbriqués s'est produit lors de la tempête de neige Aphid à Buffalo, en aval du lac Érié, en octobre 2006. Mais cela peut se produire partout dans les zones côtières où il y a invasion d'air arctique (ou antarctique).

#### Soulèvement orographique
Lors du passage d'un système synoptique sur un relief accidenté, l'air est forcé de remonter la pente des montagnes. Si l'air est conditionnellement instable en altitude, ce soulèvement peut être suffisant pour déclencher des orages en altitude. En saison chaude cela augmentera les quantités de pluie et en hiver, celles de neige avec la tempête. Le même phénomène pourrait également déclencher des orages dans une bourrasque côtière passant sur des collines ou bien une circulation atmosphérique de surface perpendiculaire à une chaîne de montagnes.